# Die kleinen Götter
Die Kleinen Götter waren eine 1996 gegründete Pop-Punk-Band aus Konstanz. Sie lösten sich 2009 auf.

## Geschichte
Drei Monate nach Bandgründung wird die Demo Prototypen aufgenommen, welche 1997 erscheint. 1999 erscheint die „Doppel-Demo“ Ein Arsch Voll Sonne und Eine Sonne Voller Ärsche mit zusammen 17 Songs. Beide Demos waren ausverkauft.
2002 erscheint das Debütalbum Antipunk, welches ihnen einen Auftritt beim Southside-Festival 2004 bringt. Im September 2005 wird mit Der Schatz der Riffpiraten das zweite Album veröffentlicht. Die Musikzeitschrift Visions bezeichnet Die Kleinen Götter in der Rezension zum Album in Anspielung auf die Eigenbezeichnung der Ärzte („beste Band der Welt“) als „zweitbeste Band der Welt“ (Armin Linder: Visions Nr. 151). Laut.de schreibt in einer Rezension: „Die mitunter durchaus anspruchsvollen Texte erinnern hier und da an die Feder eines Marcus Wiebusch, die Musik wiederum an Die Beste Band Der Welt.“ (Mathias Möller). 2006 spielt die Band bei Rock am See.
Im März 2008 erschien das dritte Album Zuhause. Produziert wurde es von Hahn & Hahn (Nena, The Robocop Kraus, Farmer Boys), gemastert von Michael Schwabe (Beatsteaks, Wir sind Helden, Die Toten Hosen).
Am 23. Dezember 2008 gaben sie ihre Auflösung bekannt und spielten am 12. April ihr Abschiedskonzert im Kulturladen in Konstanz.

## Diskografie

### Demos
- Prototypen (1997)
- Ein Arsch voll Sonne (1999)
- Eine Sonne voller Ärsche (1999)

### Alben
- Antipunk (2002)
- Der Schatz der Riffpiraten (2005)
- Zuhause (2008)